# Túnel Major Rubens Vaz
O Túnel Major Rubens Vaz localiza-se na cidade e estado do Rio de Janeiro, no Brasil.
Via de mão única, liga a Rua Tonelero à Rua Pompeu Loureiro, no bairro de Copacabana, constituindo-se na quarta via do bairro paralela à praia e permitindo uma circulação mais rápida para os bairros de Botafogo, pelo Túnel Velho, e para Ipanema, Leblon e Gávea pelo Corte do Cantagalo.
O seu nome homenageia o Major da Força Aérea Brasileira, Rubens Vaz, vítima do atentado da Rua Tonelero.
Com uma galeria de duzentos e vinte metros de comprimento, por dezoito de largura e uma altura máxima de seis metros e vinte e oito centímetros, foi aberto em apenas dez meses. Inaugurado em 1962, foi entregue ao tráfego em 21 de abril de 1963.